# Sandie Jones
Sandie Jones (Crumlin, 9 novembre 1951 – Gunnison, 19 settembre 2019) è stata una cantante irlandese.
Rappresentò l'Irlanda all'Eurovision Song Contest 1972 con il brano Ceol an Ghrá, primo e unico brano in gaelico irlandese presentato nella storia della manifestazione, classificatosi al 15º posto.

## Biografia
Nata nel quartiere Crumlin di Dublino in una famiglia con altri 11 figli, iniziò a cantare amatorialmente in varie showband, tra cui i Dixies e i Royal Earls, oltre ad una band eponima, la Sandie Jones Band.
Nel 1972 prese parte al National Song Contest, ottenendo la possibilità di rappresentare l'Irlanda all'Eurovision Song Contest 1972 di Edimburgo, Regno Unito, con Ceol an Ghrá brano scritto in irlandese da Liam Mac Uistín e composto da Joe Burkett. Esibendosi 3ª si è classificata 15ª con 72 punti.
Per proseguire la carriera di cantante si trasferì negli anni '80 negli Stati Uniti, non mancando di apparire in diversi programmi televisivi dell'emittente radiotelevisiva irlandese RTÉ.
Nel 2016 fece parte della giuria del Junior Eurovision Éire, utilizzato per selezionare il rappresentante irlandese al Junior Eurovision Song Contest 2016.
Dopo oltre vent'anni negli Stati Uniti, morì il 19 settembre 2019 a causa di una lunga malattia non meglio specificata. La famiglia ha dato vita ad una raccolta fondi per consentire la sepoltura in Irlanda.

## Discografia

### Album
- 1976 - The Good Old Days
- 1978 - Sandie Jones